# Fadinha-cinzenta
Fadinha-cinzenta  (Amytornis barbatus) é uma espécie de ave da família Maluridae.
É endémica da Austrália.